# Gigantochloa aya
Gigantochloa aya är en gräsart som beskrevs av Elizabeth A. Widjaja och Astuti. Gigantochloa aya ingår i släktet Gigantochloa och familjen gräs. Inga underarter finns listade i Catalogue of Life.